# Alkohol stearylowy
Alkohol stearylowy, oktadekan-1-ol, C
18H
37OH – organiczny związek chemiczny z grupy alkoholi. Stosowany w przemyśle chemicznym i farmaceutycznym.
Alkohol stearylowy syntezuje się poprzez uwodornienie katalityczne kwasu stearynowego.